# Doldikan
Doldikan (en rus: Долдыкан) és un poble de l'óblast de l'Amur, a Rússia, que el 2018 tenia 369 habitants, pertany al districte de Bureiski.